# 165e régiment d'infanterie (France)
Le 165e régiment d'infanterie (165e RI) est un régiment d'infanterie de l'Armée de terre française créé sous la Révolution à partir de la 165e demi-brigade de première formation.

## Création et différentes dénominations
- Il n'existe pas, avant 1912, de régiment ayant porté ce numéro.
- 1913 : 165e Régiment d'Infanterie
- 1914 : À la mobilisation, il met sur pied son régiment de réserve, le 365e Régiment d'Infanterie

## Chefs de corps
- 15 avril 1913 : colonel Le Bouhelec
- Août 1914 : colonel Streicher
- 15 janvier 1916 - 23 février 1916 : colonel Philippe Léon Vaulet[1] (†)
- 28 février 1916 : lieutenant-colonel Faure-Beaulieu
- 5 décembre 1917 : lieutenant-colonel Prunier
- 24 mai 1918 : lieutenant-colonel François Ferdinand Belhumeur[2] (†)
- 20 septembre 1918 : lieutenant-colonel Vannière

(*) Officier qui devint par la suite général de brigade.
(**) Officier qui devint par la suite général de division.

## Historique des garnisons, combats et batailles du165eRI

### De 1871 à 1914
En application de la loi du 23 décembre 1912, créant 10 nouveaux régiments (de 164 à 173)

### Première Guerre mondiale
En 1914 ; Casernement : Verdun, Montmédy. Régiment affecté à la défense de la « forteresse » de Verdun (forts de la rive gauche de la Meuse)

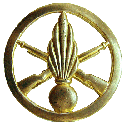
insigne de béret d'infanterie

Constitution en 1914 : 4 bataillons
Affectations:
- 72e Division d'Infanterie (144e BI) de juillet 1915 à mars/avril 1916.
- 29e Division d'Infanterie (29e BI) jusqu'en novembre 1918.

#### 1914
- Août : Montmédy
- Warcq, Rouvres en Woëvre
- Fort de Gernicourt (10e Cie)
- Septembre : secteur de Verdun, combats à Flabas, Consenvoye et Brabant
- 5 - 13 septembre : bataille de la Marne, combats à Rampont, Julvécourt le 6 septembre et Ville-sur-Cousances
- Octobre: à Verdun, combats dans les secteurs de Morgemoulin et Fromezey
- 26 - 28 septembre : bataille de la Woëvre et des Hauts-de-Meuse dans le secteur de Saint-Mihiel

#### 1915
- Février - août : Meuse et Argonne : Les Eparges, Marcheville (11-13 avril)
- Août - septembre : Mort Homme, bois des Corbeaux
- Octobre - novembre : Woëvre : Riaville

#### 1916
- Février : bataille de Verdun, dans les secteurs du bois d'Haumont, du bois des Caures et de la ferme d'Anglemont (située à environ 800 mètres de Haumont-près-Samogneux, de très nombreuses pertes y furent à déplorer)
- Avril - octobre : Flandres : dunes de Nieuport
- Novembre : Somme : Berny en Santerre

#### 1917
- Janvier - juin : Flandres : dunes de Nieuport
- Septembre- octobre : bataille des Flandres : Steenberck puis Nieuport
- Novembre- décembre : Mer du Nord

#### 1918

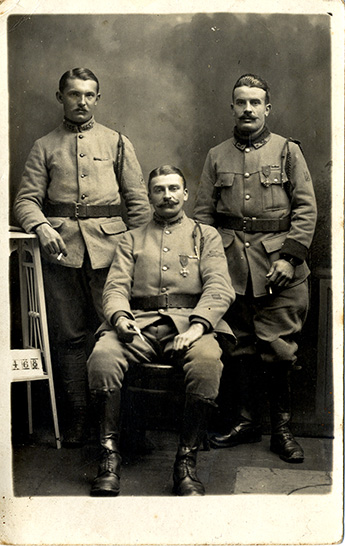
Trois soldats du en 1918.

- Mars-avril : seconde bataille de la Somme : Boves, Berteaucourt les Thennes, Bois Sénécat, Hangard, ravin de Domart
- Aisne : Plateau de Laffaux, Craonne

### Seconde Guerre mondiale
Formé le 25 août 1939 sous le nom de 165e régiment d'infanterie de forteresse, il appartient au secteur de défense des Vosges, puis au 43e corps d'armée de forteresse.
Région Militaire, Centre Mobilisateur d'infanterie ; réserve A RIF type Metz/Lauter ; il est mis sur pied par le CMI 203 Bitche/Sarrebourg.

## Drapeau
Il porte, cousues en lettres d'or dans ses plis, les inscriptions suivantes :
- Revigny 1914
- Verdun 1916
- L'Avre 1918
- Vauxaillon 1918

## Décorations
Sa cravate est décorée de la Croix de guerre 1914-1918 avec 3 citations à l'ordre de l'armée.
Il a le droit au port de la fourragère aux couleurs du ruban de la croix de guerre 1914-1918.

## Insigne
Régiment d’Infanterie de Forteresse, écu argenté blanc et bleu tour blanche au sigle 165 R.I.F. monts bruns 2 sapins verts heaume, devise Sans peur et sans reproche.

## Personnalités ayant servi au165eRI
- Octave de Sampigny (1869-1915), officier et royaliste de l'Action française.
- Marcel Droüet (1888-1915), poète, sergent à la 6e compagnie, tué le 4 janvier 1915 au bois de Consenvoye. Son nom est inscrit au Panthéon parmi les 560 écrivains morts au combat pendant la Première Guerre mondiale.

## Sources et bibliographie
- Somme 1918, Santerre Mars Juillet de Marc Pilot aux éditions Alan Sutton.
- À partir du Recueil d'Historiques de l'Infanterie Française (Général Andolenko - Eurimprim 1969).